# 三道街
三道街是湖北省武汉市武昌区的一条街道，位于蛇山东面脚下，長六百米，是清代就存有至今的街道。
三道街依偎於蛇山風景區旁，背阴向阳，形制绝佳。因其附近曾驻有盐道、学道、粮道三个道台衙门，故得名三道街。向南望去，黃鶴樓白雲閣為其视线中心。多年以來，形成了衆多的老社區，老街坊，亦有武昌區圖書館、三道街小學、中南神學院等單位點綴其中。